# Tanjungrejo (Sukun)
Tanjungrejo is een bestuurslaag in het regentschap Malang van de provincie Oost-Java, Indonesië. Tanjungrejo telt 25.918 inwoners (volkstelling 2010).